# Ribera de Arriba
Ribera de Arriba – gmina w Hiszpanii, w prowincji Asturia, w Asturii, o powierzchni 21,98 km². W 2011 roku gmina liczyła 1971 mieszkańców.